# Heinrich Fintelmann
Friedrich Julius Heinrich Fintelmann (* 31. Januar 1825 in Tiergartenmühle; † 10. Oktober 1895 in Potsdam) war ein stolberg-wernigerodischer Gärtner, Garteninspektor und Gartenbaulehrer. 

## Leben und Wirken
Der aus einer Hofgärtner-Dynastie stammende Heinrich Fintelmann war der Sohn des Oberförsters im Berliner Tiergarten Karl Friedrich Simon Fintelmann. Nach dem Tod des Vaters 1837 kam er in die Obhut seines Cousins Carl Julius Fintelmann, dem Hofgärtner am Neuen Palais im Potsdamer Park Sanssouci. Der Familientradition folgend absolvierte er von 1842 bis 1844 eine Gärtnerlehre auf der Pfaueninsel bei seinem Cousin, dem Hofgärtner Gustav I. Adolph Fintelmann, am Neuen Palais sowie in der Melonerie (Treiberei) in Sanssouci beim Hofgärtner Eduard I. Nietner und besuchte zugleich von 1843 bis 1845 die Königliche Gärtnerlehranstalt am Wildpark bei Potsdam. Nach dem Militärdienst als Einjährig-Freiwilliger 1845/46 und dem Besuch von naturwissenschaftlichen Vorlesungen an der Universität in Berlin, schloss er seine Ausbildung 1847 mit dem Examen zum Obergehilfen ab. 
Von 1847 bis 1849 war er in Charlottenburg bei seinem Onkel, dem Hofgärtner Ferdinand Fintelmann tätig und erwarb 1849 die Qualifikation zum Landwehroffizier. Im Mai desselben Jahres trat er eine Studienreise an, die ihn durch Deutschland, Belgien, Holland, England und Schottland führte. Nachdem ihn Peter Joseph Lenné nach seiner Rückkehr in verschiedenen Anlagen beschäftigte, übernahm er ab 1851 Arbeiten als Obergehilfe an der Landesbaumschule in Alt-Geltow und an der Baumschule in Praust bei Danzig. 1859 wurde er als gräflich-stolbergischer Hofgärtner nach Wernigerode berufen und übernahm von 1866 bis 1875 ein Lehramt an der „Königlichen Staats- und landwirtschaftlichen Akademie“ in Eldena mit der Ernennung zum Garteninspektor. 1877 übersiedelte Fintelmann nach Potsdam, wo er überwiegend literarisch tätig war. Seine zahlreichen Aufsätze publizierte er von 1888 bis 1890 im „Jahrbuch für Gartenkunde und Botanik“ und in der „Zeitschrift für bildende Gartenkunst“, einem Organ des „Vereins Deutscher Gartenkünstler“, die er mit dem Städtischen Obergärtner in Berlin-Treptow Karl Hampel von 1890 bis 1893 zudem redigierte.  
Aus seinem Privatleben ist bekannt, dass er im November 1859 Auguste Eltze heiratete, die Tochter des Potsdamer Kaufmanns August Albert Eltze und Enkelin des Planteurs in Sanssouci Wilhelm Sello. Aus der Ehe gingen drei Kinder hervor, zu denen der 1863 in Wernigerode geborene, spätere Hofgärtner in Ebersdorf Friedrich Carl Walter gehörte.

## Publikationen (Auswahl)
- Altes und Neues aus der Dendrologie, in: Zeitschrift für bildende Gartenkunst, 1, 1890
- Über die Baumanpflanzungen in Paris, in: Zeitschrift für bildende Gartenkunst, 1, 1890
- Der Besuch des Vereins deutscher Gartenkünstler auf dem Ohrberge bei Hameln am 24. Juni 1889, in: Zeitschrift für bildende Gartenkunst, 1, 1890
- Der Kampf einer Rüster, Ulmus effusa Willd., gegen eine Wenmouth-Kiefer, Pinus Strobus L., in: Zeitschrift für bildende Gartenkunst, 1, 1890
- Aufzählung einiger Freilandstauden, welche sich entweder zur Anpflanzung von Blattpflanzen-Gruppen, oder zu Einzelpflanzen für größere Rasenflächen eignen, in: Zeitschrift für bildende Gartenkunst, 1, 1890
- Der Rundblick vom Belvedere des Pfingstberges bei Potsdam, in: Zeitschrift für bildende Gartenkunst, 1, 1890
- Eine Kiefer (Pinus sylvestris) in der Nähe des bayrischen Häuschens im Königlichen Wildpark bei Potsdam, in: Zeitschrift für bildende Gartenkunst, 1, 1890
- Nicotiana colossea, Riesentabak, in: Zeitschrift für bildende Gartenkunst, 2, 1891
- Die königliche Landes-Baumschule zu Potsdam, in: Zeitschrift für bildende Gartenkunst, 2, 1891
- Die Park- und Gartenanlagen zu Eisgrub in Mähren. Seiner Durchlaucht dem Fürsten Johann von und zu Liechtenstein gehörig, in: Zeitschrift für bildende Gartenkunst, 3, 1892
- Motto: Arbor. [Arboretum], in: Zeitschrift für bildende Gartenkunst, 3, 1892